# Біла Ґура (Мазовецьке воєводство)
Біла Ґура (пол. Biała Góra) — село в Польщі, у гміні Стромець Білобжезького повіту Мазовецького воєводства.
Населення — 50 осіб (2011).
У 1975-1998 роках село належало до Радомського воєводства.

## Демографія
Демографічна структура станом на 31 березня 2011 року:
|          | Загалом | Допрацездатний вік | Працездатний вік | Постпрацездатний вік |
| -------- | ------- | ------------------ | ---------------- | -------------------- |
| Чоловіки | 28      | 10                 | 15               | 3                    |
| Жінки    | 22      | 5                  | 9                | 8                    |
| Разом    | 50      | 15                 | 24               | 11                   |